# Samuel Dumas
Samuel Dumas (* 27. März 1881 in Oron-la-Ville, Kanton Waadt; † 24. September 1938 in Vullierens, Kanton Waadt) war ein Schweizer Versicherungsmathematiker.

## Leben
Dumas studierte nach dem Abitur Mathematik und Physik am damaligen Polytechnikum Zürich. Er schloss das Studium mit einem Fachlehrerdiplom für Mathematik ab. 1908 wurde er an der Universität Zürich bei Heinrich Burkhardt mit einer Arbeit über elliptische Funktionen promoviert. 1905 arbeitete er als Mathematiker am Eidgenössischen Statistischen Amt und von 1906 bis 1913 beim Eidgenössischen Versicherungsamt. 1913 wurde er Professor für Finanzmathematik und Versicherungstechnik an der Universität Lausanne. Ausserdem beriet er die La Suisse Versicherungen. Von 1925 bis 1938 war er Direktor des Eidgenössischen Versicherungsamts und von 1922 bis 1938 Präsident der Vereinigung schweizerischer Versicherungsmathematiker.
Neben seinen administrativen Aufgaben veröffentlichte er Arbeiten zur Wahrscheinlichkeitstheorie und zu Sterbetafeln. Auf dem Internationalen Mathematikerkongress 1932 in Zürich hielt er einen Vortrag.
Er war Mitglied der Schweizerischen Mathematischen Gesellschaft (SMG) und von 1930 bis 1931 deren Präsident.